# Snooker-Saison 2014/15
Die Snooker-Saison 2014/15 war eine Serie von Snooker-Turnieren, die der Main Tour angehören.
Das in der Vorsaison veranstaltete World Open fand in dieser Saison nicht statt.
Neu im Tour-Kalender war der World Grand Prix, der als Einladungsturnier veranstaltet wurde.
Die Players Tour Championship (European Tour) machte erstmals Station in Riga und Lissabon.
Bei der World Championship wurde der Qualifikationswettbewerb ins Flach-Format geändert und es wurden ehemalige Weltmeister und Spieler aus Schwellenländern zur Verfügung gestellt. Die Zahl stieg von 128 auf 144 Teilnehmer.

## Saisonergebnisse
| Datum                               | Turnier                         | Austragungsort | Art                   | Sieger            | Finalist          | Ergebnis |
| 23. Juni bis 29. Juni 2014          | Wuxi Classic 2014               | Wuxi           | Weltranglistenturnier | Neil Robertson    | Joe Perry         | 10:9     |
| 30. Juni bis 6. Juli 2014           | Australian Goldfields Open 2014 | Bendigo        | Weltranglistenturnier | Judd Trump        | Neil Robertson    | 9:5      |
| 1. September bis 6. September 2014  | 6-Red World Championship 2014   | Bangkok        | Einladungsturnier     | Stephen Maguire   | Ricky Walden      | 8:7      |
| 8. September bis 14. September 2014 | Shanghai Masters 2014           | Shanghai       | Weltranglistenturnier | Stuart Bingham    | Mark Allen        | 10:3     |
| 26. Oktober bis 2. November 2014    | International Championship 2014 | Chengdu        | Weltranglistenturnier | Ricky Walden      | Mark Allen        | 10:7     |
| 3. November bis 9. November 2014    | Champion of Champions 2014      | Coventry       | Einladungsturnier     | Ronnie O’Sullivan | Judd Trump        | 10:7     |
| 25. November bis 7. Dezember 2014   | UK Championship 2014            | York           | Weltranglistenturnier | Ronnie O’Sullivan | Judd Trump        | 10:9     |
| 11. Januar bis 18. Januar 2015      | Masters 2015                    | London         | Einladungsturnier     | Shaun Murphy      | Neil Robertson    | 10:2     |
| 4. Februar bis 8. Februar 2015      | German Masters 2015             | Berlin         | Weltranglistenturnier | Mark Selby        | Shaun Murphy      | 9:7      |
| 5. Januar bis 12. Februar 2015      | Championship League 2015        | Stock, Essex   | Einladungsturnier     | Stuart Bingham    | Mark Davis        | 3:2      |
| 16. Februar bis 22. Februar 2015    | Welsh Open 2015                 | Cardiff        | Weltranglistenturnier | John Higgins      | Ben Woollaston    | 9:3      |
| 2. März bis 3. März 2015            | World Seniors Championship 2015 | Blackpool      | Einladungsturnier     | Mark Williams     | Fergal O’Brien    | 2:1      |
| 4. März bis 6. März 2015            | Snooker Shoot-Out 2015          | Blackpool      | Einladungsturnier     | Michael White     | Xiao Guodong      | 54:48    |
| 10. März bis 14. März 2015          | Indian Open 2015                | Mumbai         | Weltranglistenturnier | Michael White     | Ricky Walden      | 5:0      |
| 16. März bis 22. März 2015          | World Grand Prix 2015           | Llandudno      | Einladungsturnier     | Judd Trump        | Ronnie O’Sullivan | 10:7     |
| 30. März bis 5. April 2015          | China Open 2015                 | Peking         | Weltranglistenturnier | Mark Selby        | Gary Wilson       | 10:2     |
| 18. April bis 4. Mai 2015           | World Championship 2015         | Sheffield      | Weltranglistenturnier | Stuart Bingham    | Shaun Murphy      | 18:15    |

## Players Tour Championship
| Nr.    | Datum                              | Turnier                               | Austragungsort | Sieger          | Finalist           | Ergebnis |
| 01     | 17. Juni bis 21. Juni 2014         | AT Event 1 – Yixing Open 2014         | Yixing         | Ding Junhui     | Michael Holt       | 4:2      |
| 02     | 7. August bis 10. August 2014      | ET Event 1 – Riga Open 2014           | Riga           | Mark Selby      | Mark Allen         | 4:3      |
| 03     | 20. August bis 24. August 2014     | ET Event 2 – Paul Hunter Classic 2014 | Fürth          | Mark Allen      | Judd Trump         | 4:2      |
| 04     | 1. Oktober bis 5. Oktober 2014     | ET Event 3 – Bulgarian Open 2014      | Sofia          | Shaun Murphy    | Martin Gould       | 4:2      |
| 05     | 20. Oktober bis 24. Oktober 2014   | AT Event 2 – Haining Open 2014        | Haining        | Stuart Bingham  | Oliver Lines       | 4:0      |
| 06     | 19. November bis 23. November 2014 | ET Event 4 – Ruhr Open 2014           | Mülheim        | Shaun Murphy    | Robert Milkins     | 4:0      |
| 07     | 11. Dezember bis 14. Dezember 2014 | ET Event 5 – Lisbon Open 2014         | Lissabon       | Stephen Maguire | Matthew Selt       | 4:2      |
| 08     | 20. Januar bis 24. Januar 2015     | AT Event 3 – Xuzhou Open 2015         | Xuzhou         | Joe Perry       | Thepchaiya Un-Nooh | 4:1      |
| 09     | 25. Februar bis 1. März 2015       | ET Event 6 – Gdynia Open 2015         | Gdynia         | Neil Robertson  | Mark Williams      | 4:0      |
| Finale | 24. März bis 28. März 2015         | Grand Finals                          | Bangkok        | Joe Perry       | Mark Williams      | 4:3      |

## Weltrangliste
Ab dieser Saison basierte die Snookerweltrangliste auf dem gewonnenen Preisgeld über die letzten 24 Monate. Sie wurde nach jedem Turnier aktualisiert, das den Status eines Weltranglistenturniers bzw. Minor-Ranglistenturniers hat. Mehrmals in der Saison – zu den sogenannten Cut-off-Points – wurde die Weltrangliste zur neuen Setzliste für die folgenden Turniere.

## Qualifikation für die Main Tour 2014/15 und 2015/16
Neben den 64 bestplatzierten Spielern der neuen Preisgeld-Weltrangliste am Ende der Saison 2013/14 und den 33 Spielern, die für die Saisons 2013/14 und 2014/15 einen garantierten Startplatz bekamen, erhielten 31 weitere (außer Hossein Vafaei) einen Startplatz für die Spielzeiten 2014/15 und 2015/16.
Qualifikation über die European Tour Order of Merit
- Sam Baird
- Joel Walker
- Scott Donaldson
- Ian Burns
- Michael Wasley
- Barry Pinches
- David Grace
- Tony Drago

Qualifikation über die Asian Tour Order of Merit
- Ju Reti
- Liu Chuang
- Lu Chenwei
- Rouzi Maimaiti

Qualifikation über die Q School (Turnier 1 und Turnier 2)
- Craig Steadman
- Chris Melling
- Zhang Anda
- Tian Pengfei
- Liam Highfield
- Michael Georgiou
- Lee Walker
- Michael Leslie

Qualifikation über die EBSA Qualifying Tour
- Ian Glover
- Steven Hallworth
- Zak Surety

Internationale Meisterschaften:
- Zhou Yuelong[17] (IBSF-Weltmeister)
- Lu Ning[18] (IBSF-U21-Weltmeister)
- Mitchell Mann[19] (EBSA-Europameister)
- Oliver Lines[20] (EBSA-U21-Europameister)
- Thor Chuan Leong[21] (ACBS-Asienmeister)
- Thanawat Tirapongpaiboon[8][22] (ACBS-U21-Asienmeister)

Nominierungen der National- bzw. Kontinentalverbände
- Steve Mifsud[23] (Ozeanien)

Wildcard
- Hossein Vafaei[A 2]

## Punkteschlüssel
| Runde                                    |                                |                                    | Letzte 128                              | Letzte 64                             | Letzte 32                        | Achtelfinale | Viertelfinale | Halbfinale | Zweiter | Sieger  |
| ---------------------------------------- | ------------------------------ | ---------------------------------- | --------------------------------------- | ------------------------------------- | -------------------------------- | ------------ | ------------- | ---------- | ------- | ------- |
|                                          |                                |                                    | Plätze 1–64 vs. Plätze 65–128           |                                       |                                  |              |               |            |         |         |
| Wuxi Classic                             |                                |                                    | 0                                       | 3.000                                 | 6.500                            | 8.000        | 12.500        | 21.000     | 35.000  | 85.000  |
| International Championship               |                                |                                    | 0                                       | 3.000                                 | 7.000                            | 12.000       | 17.500        | 30.000     | 65.000  | 125.000 |
| UK Championship                          |                                |                                    | 0                                       | 3.000                                 | 9.000                            | 12.000       | 20.000        | 30.000     | 70.000  | 150.000 |
| German Masters                           |                                |                                    | 0                                       | 1.250                                 | 2.500                            | 4.167        | 8.333         | 16.667     | 29.167  | 66.667  |
| Welsh Open                               |                                |                                    | 0                                       | 1.500                                 | 2.500                            | 5.000        | 10.000        | 20.000     | 30.000  | 60.000  |
| Indian Open                              |                                |                                    | 0                                       | 2.000                                 | 3.000                            | 6.000        | 9.000         | 13.500     | 25.000  | 50.000  |
| China Open                               |                                |                                    | 0                                       | 3.000                                 | 6.500                            | 8.000        | 12.500        | 21.000     | 35.000  | 85.000  |
| European Tour                            |                                |                                    | 0                                       | 583                                   | 1.000                            | 1.917        | 3.333         | 5.000      | 10.000  | 20.883  |
| Asian Tour                               |                                |                                    | 0                                       | 200                                   | 600                              | 1.000        | 1.500         | 2.500      | 5.000   | 10.000  |
| Players Tour Championship (Finalturnier) |                                |                                    | –                                       | –                                     | 4.000                            | 7.000        | 12.500        | 20.000     | 38.000  | 100.000 |
| Runde                                    | Letzte 128                     | Letzte 96                          | Letzte 64                               | Letzte 48                             | Letzte 32                        | Achtelfinale | Viertelfinale | Halbfinale | Zweiter | Sieger  |
|                                          | Plätze 65–96 vs. Plätze 97–128 | Plätze 33–64 vs. Sieger Letzte 128 | Sieger Letzte 96 vs. Sieger Letzte 96   | Plätze 17–32 vs. Sieger Letzte 64     | Plätze 1–16 vs. Sieger Letzte 48 |              |               |            |         |         |
| Australian Goldfields Open               | 0                              | 83                                 | 417                                     | 889                                   | 5.000                            | 6.667        | 9.444         | 11.111     | 17.778  | 41.667  |
| Shanghai Masters                         | 0                              | 400                                | 1.750                                   | 2.500                                 | 6.000                            | 8.000        | 12.000        | 19.500     | 35.000  | 85.000  |
| Runde                                    |                                | Letzte 144                         | Letzte 80                               | Letzte 48                             | Letzte 32                        | Achtelfinale | Viertelfinale | Halbfinale | Zweiter | Sieger  |
|                                          |                                | Plätze 17–80 vs. Plätze 81–144     | Sieger Letzte 144 vs. Sieger Letzte 144 | Sieger Letzte 80 vs. Sieger Letzte 80 | Plätze 1–16 vs. Sieger Letzte 48 |              |               |            |         |         |
| Snookerweltmeisterschaft                 |                                | 0                                  | 6.000                                   | 9.000                                 | 12.000                           | 20.000       | 30.000        | 60.000     | 125.000 | 300.000 |